# Heteromycteris matsubarai
Heteromycteris matsubarai är en fiskart som beskrevs av Ochiai, 1963. Heteromycteris matsubarai ingår i släktet Heteromycteris och familjen tungefiskar. Inga underarter finns listade i Catalogue of Life.